# Irneto
Irneto (in greco antico: Ὑρνηθώ?, Hyrnēthó), è un personaggio della mitologia greca. Fu una regina di Argo.

## Genealogia
Figlia di Temeno, sposò Deifonte e divenne madre di Antimene, Santippo, Argeo ed Orsobia.

## Mitologia
Con il marito Deifonte fu preferita dal padre nella successione sul trono di Argo ma questa scelta causò l'invidia dei suoi fratelli. Così ricevette in visita (ad Epidauro dove lei risiedeva con il marito ed era incinta) Falche e Ciso i quali sulle prime cercarono di convincerla a lasciare il marito per seguirli ma poi (e visto che lei non credette alle accuse rivolte al marito e non volle andare con loro) la rapirono caricandola sul loro carro e fuggendo. 

Fu inseguita dal marito che uccise Ciso con una freccia ma poiché era trattenuta da Falche, Deifonte preferì raggiungerli piuttosto che rischiare di colpirla. Falche però, che stentava a trattenerla, la strinse così forte che la uccise.
Dal marito e dai suoi figli le fu costruito un Heroon ad Epidauro ed il luogo dove morì prese il nome di Hyrmethium.